# Rygning (tagkonstruktion)
 For alternative betydninger, se Rygning (flertydig). (Se også artikler, som begynder med Rygning)
Rygning (udtales med hårdt 'g') er den del af en tagkonstruktion på et tag med to sider, der sørger for at tætne overgangen mellem de 2 tagflader, der mødes på tagryggen. Tagrygningen kan være udført i forskellige materialer, ikke nødvendigvis samme materiale som selve tagbeklædningen. På stråtage kaldes det ofte en mønning.
| Arkitektur | Spire Denne arkitekturartikel er en spire som bør udbygges. Du er velkommen til at hjælpe Wikipedia ved at udvide den. |